# Frans-Kameroense frank
De Frans-Kameroense frank was de munteenheid van Frans Kameroen. Het was onderverdeeld in 100 centimes en was qua waarde gelijk aan de Franse frank.

## Geschiedenis
Na de bezetting van Oost-Kameroen door Franse troepen werd de Franse frank geïntroduceerd als betaalmiddel ter vervanging van de Duitse mark. Dit werd vanaf 1922 aangevuld met lokale uitgiften van papiergeld en met lokale munten uit 1924. In 1958 werden de munten van Frans-Equatoriaal-Afrika uitgegeven met de naam "Kameroen" toegevoegd aan de legende. Sindsdien circuleert de CFA-frank van de Equatoriale en vervolgens Centraal-Afrikaanse staten, eerst in Frans Kameroen en vervolgens in heel Kameroen, na de eenwording met het Britse Zuid-Kameroen.

## Munten
In 1924 werden aluminium-bronzen munten van 50 centime, 1 en 2 frank geïntroduceerd, die werden geslagen tot 1926. Dit waren de enige munten die werden uitgegeven tot 1943, toen de Vrije Fransen bronzen 50 centimes en 1 frank uitgaf. Aluminium 1 en 2 frank werden uitgegeven in 1948.
Sinds de introductie van de CFA-frank heeft Kameroen 50 frank uitgegeven in 1960, 100 frank sinds 1966 en 500 frank sinds 1985.

## Bankbiljetten
In 1922 werden door de overheid biljetten van 50 centimes en 1 frank uitgegeven. Dit waren de enige bankbiljetten die speciaal voor Frans Kameroen waren uitgegeven. In 1961 gaf de Centrale Bank bankbiljetten uit in coupures van 1000 en 5000 frank, in 1962 gevolgd door 100, 500 en 10.000 frank. Vanaf 1974 heeft de Bank of the Central African States bankbiljetten uitgegeven op naam van Kameroen.